# Juin 1857

## Événements
- 19 juin, France : signature de la loi d'assainissement et de mise en culture des Landes de Gascogne.

- 21 juin, France : élections au corps législatif. 90 % des voix vont aux « candidats officiels » de l'Empire (35 % d’abstentions). Seuls cinq opposants républicains sont élus dans les grandes villes (Jules Favre, Ernest Picard, Émile Ollivier, Louis Hémon et Alfred Darimon).

- 25 juin - 2 juillet : expédition manquée de Carlo Pisacane en Sicile. Il se fait pourchasser et massacrer avec ses troupes par la population sicilienne. Camillo Cavour ouvre alors le Piémont aux déçus du mazzinisme et aux réfugiés politiques italiens, leur octroyant des droits civiques et politiques et leur permettant d’entrer dans l’administration.
- 25 juin, France : Première publication des Fleurs du Mal par Baudelaire.

## Naissances
- 2 juin : Edward Elgar, compositeur britannique
- 6 juin : Alexandre Liapounov, mathématicien russe († 3 novembre 1918).

## Décès
- 5 juin : Karl Wilhelm Flügel, médecin suisse (° 1788).
- 21 juin : Louis Jacques Thénard, chimiste français (° 1777).
- 30 juin : Alcide Dessalines d'Orbigny, naturaliste, explorateur et paléontologue français.